# The Ugly Duckling
The Ugly Duckling (Brasil: O Patinho Feio) é um curta-metragem de animação de 1939, produzido por Walt Disney, baseado no conto de fadas "O Patinho Feio", de Hans Christian Andersen. O filme foi dirigido por Jack Cutting, e lançado nos cinemas em 7 de abril de 1939. A música foi composta por Albert Hay Malotte. O curta de animação foi distribuído pela primeira vez pela RKO Radio Pictures.
Anterioremnte, a Disney já tinha produzido um curta de animação do conto para a série Silly Symphonies em preto e branco em 1931. Está versão colorida ganhou o Oscar de melhor curta-metragem de animação em 1939, e também foi o último curta da série Silly Symphonies. 
No conto de Andersen, um patinho sofre preconceito por causa de sua feiura. Para sua alegria, ele amadurece em um cisne, a ave mais bonita de todas, e seus problemas acabam. Nesta versão, o sofrimento do filhote de cisne são encurtados, já que ele é encontrado por sua família depois de apenas alguns minutos de rejeição e ostracismo, em vez de um ano inteiro. Esta versão abreviada é lida por Lilo em Lilo & Stitch de 2002. A história tem um profundo impacto sobre Stitch, que se propõe a procurar sua verdadeira família.